# Río Tera (vattendrag i Spanien, Provincia de Soria)
Río Tera är ett vattendrag i Spanien.   Det ligger i provinsen Provincia de Soria och regionen Kastilien och Leon, i den nordöstra delen av landet, 190 km nordost om huvudstaden Madrid.